# Acentrogobius pellidebilis
Acentrogobius pellidebilis är en fiskart som beskrevs av Lee och Kim 1992. Acentrogobius pellidebilis ingår i släktet Acentrogobius och familjen smörbultsfiskar. Inga underarter finns listade i Catalogue of Life.